# Schenkenburg (Landschaftsschutzgebiet)
Das Gebiet Schenkenburg ist ein vom Landratsamt Wolfach durch Verordnung vom 10. Mai 1968 festgelegtes Landschaftsschutzgebiet auf dem Gebiet der Gemeinde Schenkenzell.

## Lage
Das Landschaftsschutzgebiet Schenkenburg liegt zwischen der Gemeinde Schenkenzell und der Stadt Schiltach am rechten Hang des Kinzigtals an der Bundesstraße 294. Der Hang wird vornehmlich von Triberg-Granit und Paragneis gebildet.

## Landschaftscharakter
Das Landschaftsschutzgebiet ist zum größten Teil bewaldet. Teilweise ist der Wald an den steilen Talhängen dem Biotoptyp Ahorn-Eschen-Blockwald zuzuordnen. Lediglich direkt an der Kinzig befinden sich einige Wiesen und um das Gehöft Oberhalden einige Borstgrasrasen. Das Gebiet umfasst auch den namensgebenden Mäandersporn Schenkenburg mit der gleichnamigen Burgruine.

## Zusammenhängende Schutzgebiete
Ein Teil des Landschaftsschutzgebiets gehört zum FFH-Gebiet Schiltach und Kaltbrunner Tal. Das Gebiet liegt im Naturpark Schwarzwald Mitte/Nord.